# به مدرسه شیاطین خوش اومدی ایروما!
به مدرسه شیاطین خوش اومدی ایروما! (ژاپنی: 魔入りました! 入間くん هپبورن: Mairimashita! Iruma-kun) یک مجموعه مانگای ژاپنی اثر اوسامو نیشی است. این کتاب از مارس ۲۰۱۷ در مجله آکیتا شوتن منتشر شد و فصل‌های آن از دسامبر ۲۰۲۴ در ۴۰ جلد تانکوبون جمع‌آوری شد.

## خلاصه داستان
ماجرا دربارهٔ ایروما سوزوکی، یک پسربچه ۱۴ ساله است که توسط یک شیطان به فرزندخواندگی پذیرفته می‌شود. سالیوان، همان شیطان مذکور، ایروما را به دنیای شیاطین می‌برد و ایروما را در مدرسه شیاطین ثبت نام می‌کند. سالیوان مدیر همانجاست و ایروما به سرعت با شیاطین دیگر از جمله آلیس آسمودئوس و کلارا والاک دوست می‌شود. با این حال، سالیوان به ایروما می‌گوید که هرگز فاش نکند که یک انسان است، زیرا اگر کسی متوجه شود، او را می‌خورند.